# Иванковцы (Лановецкая городская община)
Иванковцы (укр. Іванківці) — село в Лановецкой городской общине Кременецкого района Тернопольской области Украины.

## Географическое положение
Село Иванковцы находится на правом берегу реки Бугловки. Выше по течению на расстоянии 0,5 км расположено село Ванжулов, на противоположном берегу — село Оришковцы.

## История
Основано в 1449 году как село Янковцы.
В 1946 г. Указом ПВС УССР село Янковцы переименовано в Иванковцы.
До 2020 года входило в Лановецкий район.

## Население
Население по переписи 2001 года составляло 633 человека.

## Объекты социальной сферы
В селе имеются школа I—II ступеней, библиотека.

## Достопримечательности
- Деревянная церковь Святого Покрова (1741).
- Памятник односельчанам, погибшим во время Великой Отечественной войны.